# Бернхард I Гьолер фон Равенсбург
Бернхард I Гьолер фон Равенсбург (на немски: Bernhard I Göler von Ravensburg; * 1480; † 1554) е благородник от стария швабски рицарски род Гьолер фон Равенсбург от Крайхгау. Резиденцията на фамилията е дворец Равенсбург при Зулцфелд в Баден-Вюртемберг. Той е амтман на Оберкирх и въвежда реформацията в Зулцфелд.
Той е син на Георг I Гьолер фон Равенсбург (1440 – 1502), курпфалцски фогт в Бретен, и съпругата му Анна Калб фон Рейнхайм. Внук е на Мартин Гьолер фон Равенсбург (1408 – 1465), бивш домхер на Шпайер, и на Анна фон Хиршберг. Той има три братя (духовници) и пет сестри. Брат му Давид Гьолер фон Равенсбург (1463 – 1539) е домхер в княжеското епиксопство Шпайер.
През 1502 г. Бернхард I Гьолер фон Равенсбург и чичо му Албрехт V Гьолер фон Равенсбург (1444 – 1503) получават Равенсбург. През 1529 г. той издава селски ред за Зулцфелд. През Селската война Бернхард участва на 29 април 1525 г. като съветник на епископ Георг фон Шпайер в преговорите с въстани селяни в Хереналб. Той има успех и селяните си отиват отново по къщите.
Бернхард I става страсбургски амтман в Оберкирх (Баден), вюртембергски съветник и главен фогт във Файхинген ан дер Енц. През 1522 г. Бернхард I въвежда в Зулцфелд реформацията.
Равенсбург е обсаден на 24 декември 1546 г. от императорската войска. След няколко дена Бернхард капитулира и има право да се оттегли с фамилията си. След това замъкът е ограбен и разрушен. След няколко години Бернхард получава отново замъка и започва да го оправя, но умира без мъжки наследник. Така собствеността му отива на роднините му братята Бернхард II Гьолер фон Равенсбург (1523 – 1597) и Ханс III Гьолер фон Равенсбург (1526 – 1601), синовете на Албрехт VI Гьолер фон Равенсбург († 1542).

## Фамилия
Бернхард I Гьолер фон Равенсбург се жени за Хелена фон Фенинген († 1503).
Бернхард I Гьолер фон Равенсбург се жени втори път за Маргарета фон Фелберг († 1532). Те имат една дъщеря:
- Анна Гьолер фон Равенсбург, наследничка на Кизелброн (* 1508; † 10 март 1578, Хиршхорн), омъжена I: за Йохан IX фон Хиршхорн (* 29 юни 1510; † 8 февруари 1569, Хиршхорн), син на Енгелхард III фон Хиршхорн (1485 – 1523) и Маргарета фон Фенинген († 1556), II. за Якоб; от първия брак е майка на:
  - Мария фон Хиршхорн(† 22 април 1602), омъжена 1546 г. за Бернхард II Гьолер фон Равенсбург (1523 – 1597), син на Албрехт VI Гьолер фон Равенсбург († 1542)